# Kävlinge kommun
Kävlinge kommun er en kommune i Skåne län (Skåne) i Sverige. Kommunen har et areal på 293 km2
og et befolkningstal på 32.477 (2024) indbyggere. Hovedbyen og den største by er byen Kävlinge, der har 10.453(2023) indbyggere.

## Byområder
Befolkning pr. 31. december 2005:
| # | Byomåde        | Befolkning |
| - | -------------- | ---------- |
| 1 | Kävlinge       | 8,550      |
| 2 | Löddeköpinge   | 5,582      |
| 3 | Furulund       | 3,888      |
| 4 | Hofterup       | 3,243      |
| 5 | Dösjebro       | 752        |
| 6 | Sandskogen     | 533        |
| 7 | Barsebäck      | 509        |
| 8 | Barsebäckshamn | 401        |
| 9 | Lilla Harrie   | 321        |